# The New Noise Theology E.P.
The New Noise Theology E.P. è il quinto EP del gruppo musicale svedese Refused, pubblicato il 17 novembre 1998 dalla Honey Bear Records.

## Descrizione
Contiene il brano New Noise, originariamente pubblicato nel terzo album The Shape of Punk to Come, due inediti e una versione remixata di Refused Are Fucking curata da Bomba Je. Il disco rappresenta inoltre la prima pubblicazione del gruppo a seguito dello scioglimento avvenuto un mese prima.
Nel 2000 la Epitaph Records ha ripubblicato l'EP per il mercato statunitense.

## Tracce
Testi e musiche di Refused, eccetto dove indicato.
1. New Noise – 5:10
2. Blind Date – 3:13
3. Poetry Written in Gasoline – 7:15
4. Refused Are Fucking Dead (Bomba Je Remix, Long Version) – 5:44

## Formazione
- Dennis Lyxzén – voce
- David Sandström – batteria
- Jon Brännström – chitarra
- Kristofer Steen – chitarra
- Ulf Nyberg – basso
- Andreas Nilsson – chitarra